# Vườn quốc gia Pirin
Vườn quốc gia Pirin (tiếng Bulgaria: Национален парк "Пирин") ban đầu có tên là Vườn quốc gia Vihren là vườn quốc gia trải rộng trên khu vực diện tích 403,56 km2 (155,82 dặm vuông Anh), bao gồm phần lớn dãy núi Pirin ở phía tây nam Bulgaria. Nó là một trong số ba vườn quốc gia của Bulgaria, cùng với Vườn quốc gia Rila và Trung Balkan. Pirin được thành lập vào năm 1962 và đã nhiều lần được mở rộng. Nó cũng được UNESCO công nhận là Di sản thế giới vào năm 1983. Địa hình của vườn quốc gia thay đổi từ 950 đến 2.914 m tại Vihren, là đỉnh núi cao thứ hai tại Bulgaria và thứ ba trên bán đảo Balkan.
Về mặt hành chính, vườn quốc gia nằm tại tỉnh Blagoevgrad, là tỉnh xa nhất về phía tây nam của đất nước và thuộc các đô thị Bansko, Gotse Delchev, [Kresna, Razlog, Sandanski, Simitli và Strumyani. Tuy nhiên, trong lãnh thổ vườn quốc gia lại không có một khu vực đông dân cư nào. Hai khu bảo tồn thiên nhiên nằm trong ranh giới của Pirin là Bayuvi Dupki–Dzhindzhiritsa và Yulen. Bayuvi Dupki – Dzhindzhiritsa là một trong những khu bảo tồn lâu đời nhất Bulgaria khi nó được thành lập từ năm 1934 và là một Khu dự trữ sinh quyển thế giới được UNESCO công nhận. Toàn bộ vườn quốc gia thuộc hệ thống các khu vực bảo vệ tự nhiên của Liên minh Châu Âu Natura 2000.
Pirin nổi tiếng với 118 hồ băng, trong đó lớn nhất và sâu nhất là hồ Popovo. Nhiều trong số chúng nằm tại các thung lũng đài vòng. Ngoài ra, một số sông băng nhỏ như Snezhnika nằm ở Golemiya Kazan, chân dốc phía bắc của Vihren, và sông băng Banski Suhodol nằm dưới chân núi Kutelo. Chúng là những sông băng nằm xa nhất về phía nam châu Âu.
Vườn quốc gia Pirin nằm trong hệ sinh thái Rừng hỗn giao trên núi Rodope thuộc vùng sinh thái Rừng hỗn giao và lá rộng ôn đới Cổ Bắc giới. Rừng chiếm 57,3% diện tích và 95% trong số đó là rừng lá kim. Độ tuổi trung bình của các loài gỗ trong rừng là 85 năm. Thông Baikushev là cây có tuổi thọ lớn nhất Bulgaria nằm trong ranh giới của vườn quốc gia. Nó có độ tuổi xấp xỉ 1.300 năm và là nơi đặt nền móng của Đế quốc Bulgaria thứ nhất hình thành vào năm 681 sau Công nguyên. Hệ động vật của vườn quốc gia rất phong phú 45 loài thú, 159 loài chim, 11 loài bò sát, 8 loài lưỡng cư và 6 loài cá.

## Lịch sử

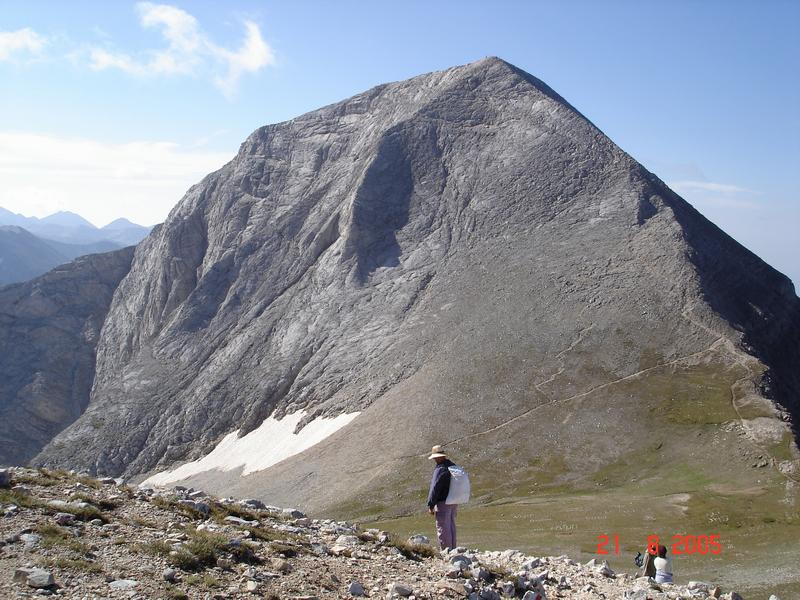
Vihren, đỉnh núi cao nhất của Pirin, nằm trong vườn quốc gia.

Vườn quốc gia được thành lập vào ngày 18 tháng 11 năm 1962 để bảo tồn các hệ sinh thái và cảnh quan tự nhiên cùng với các cộng đồng và môi trường sống cho hệ động thực vật. Ban đầu nó có tên là vườn quốc gia Vihren, với khu vực bảo vệ ban đầu có diện tích 67,36 km². Ranh giới của nó nhiều lần được mở rộng cho đến khi đạt diện tích hiện tại là 403,56 km;km² vào năm 1999. Năm 1983, vườn quốc gia này được thêm vào danh sách Di sản thế giới của UNESCO như là một khu vực tự nhiên có tầm quan trọng nổi bật. Theo Hiến pháp Bulgaria, vườn quốc gia này thuộc sở hữu của Nhà nước.
Liên minh Bảo tồn Thiên nhiên Quốc tế phân loại Pirin là IUCN loại II (vườn quốc gia) với mục tiêu chính là bảo vệ các hệ sinh thái trong khi vẫn cho phép con người ghé thăm và có thể xây dựng cơ sở hạ tầng phụ trợ. Toàn bộ lãnh thổ của vườn quốc gia thuộc mạng lưới các khu bảo tồn thiên nhiên của Liên minh châu Âu Natura 2000. Vườn quốc gia được BirdLife International liệt kê như là khu vực đa dạng sinh học và vùng chim quan trọng.
Vườn quốc gia được quản lý bởi Bộ Môi trường và Nước Bulgaria với trụ sở chi nhánh nằm tại Bansko, chân đồi phía bắc. Năm 2004, ban quản lý vườn quốc gia có tổng cộng 92 người.
Có hai trung tâm thông tin du khách nằm ở Bansko và Sandanski. Vườn quốc gia được chia thành 6 khu vực: văn phòng Bayuvi Dupki tại Razlog, Vihren tại Bansko, Văn phòng Bezbog tại Dobrinishte, văn phòng Trite Reki và Kamenitsa tại Sandanski, và Sinanitsa ở Kresna.

## Địa lý
Vườn quốc gia Pirin bao gồm phần lớn dãy núi cùng tên phía tây nam Bulgaria, tạo thành một phần của khối núi Rila-Rhodope. Về phía bắc, nó bị chia tách với dãy núi Rila bởi đèo núi Predel ở độ cao 1140 mét, phía đông đến thung lũng sông Nestos, bao gồm cả thung lũng Razlog, phía nam là đèo núi Paril Saddle tạo thành ranh giới tự nhiên với dãy núi Slavyanka và phía tây đến thung lũng Struma. Vườn quốc gia nằm hoàn toàn trong tỉnh Blagoevgrad thuộc các đô thị Bansko (36,6%), Gotse Delchev (4,9%), Kresna (14,9%), Razlog (10,2%), Sandanski (30,7%), Simitli (2,3%) và Strumyani (0,4 %).

## Hệ thực vật

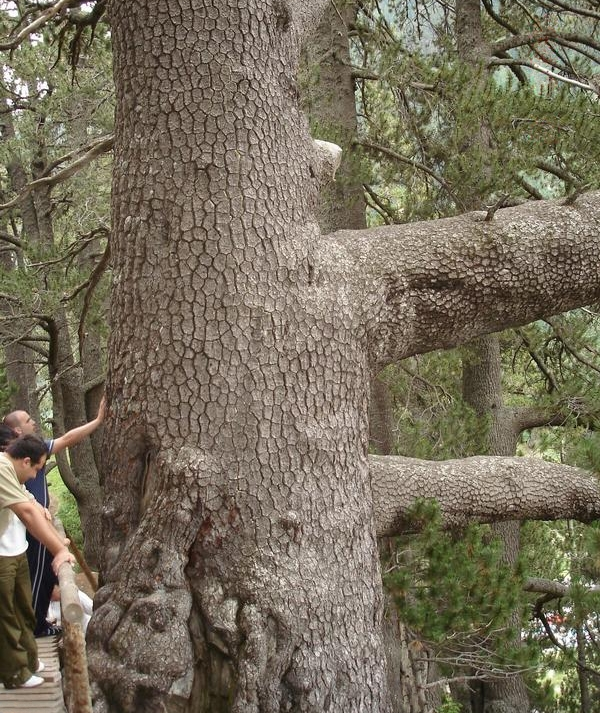
Baykusheva mura, 1 cây thông Bosnian cao 24 m, cây lâu đời nhất ở Bulgaria

Việc nghiên cứu tổng quát hệ thực vật của Vườn Pirin đã diễn ra vào cuối thế kỷ 19 và đầu thế kỷ 20, cho thấy Vườn có nhiều loài cây khác nhau. Có khoảng 1.300 loài cây nhỏ phát triển cao (và phức tạp), chiếm khoảng 30% tổng số loài cây phát triển cao tại Bulgaria. Ngoài ra còn khoảng 300 loài rêu và một số lớn loài tảo.
Vườn cũng có 18 loài đặc hữu địa phương, 15 loài của Bulgaria và nhiều loài đặc hữu của vùng Balkan cùng một số lớn loài được bảo tồn, như cây sao bạc (họ cúc)), loại tiêu biểu của vườn Pirin. Tổng số loài được bảo tồn của Vườn là 60, nhưng cũng còn 126 loài bị ghi vào Sách đỏ các loài có nguy cơ tuyệt chủng của Bulgaria.
Ba vành đai cây trong Vườn quốc gia Pirin được phân biệt: 1 vành đai rừng, 1 vành đai cây dưới núi cao (subalpine) và 1 vành đai cây (khí hậu) núi cao (alpine), vì diện tích vườn nằm ở các độ cao khác nhau.

## Hệ động vật
Một lượng lớn các loài động vật được bảo tồn ở Vườn quốc gia này, do vườn nằm ở phía nam và do độ cao khác nhau.
Có khoảng 2.090 loài và phân loài (subspecies) động vật không xương sống (invertrebrate), trong số đó có khoảng 300 loài quý hiếm, 214 loài đặc hữu (endemic) và 175 loài sinh vật cổ còn sót lại (relicts) và còn thêm 15 loài nằm trong danh sách các loài có nguy cơ tuyệt chủng của thế giới.
Có 6 loài cá sống trong Vườn, tức 6% các loài cá nước ngọt của Bulgaria, 8 loài lưỡng cư và 11 loài bò sát sống trong khu được bảo hộ.
Số các loài chim trong vườn rất nhiều, khoảng 160 loài, tức 40% tổng số loài chim ở Bulgaria.
Có 45 loài động vật có vú (kể cả 12 loài dơi), tức 50% tổng số loài ở Bulgaria. Trong số đó có dê hoang (Wild Goat), 1 loài đặc thù của vùng Balkan, và loài gấu nâu.